# Желніна
Же́лніна (рос. Желнина) — присілок у складі Сорокинського району Тюменської області, Росія.
Населення — 146 осіб (2010, 190 у 2002).
Національний склад станом на 2002 рік:
- росіяни — 95 %